# مهاجر خوشبخت (مینی سریال)
مهاجر خوشبخت (ایتالیایی: Mamma Lucia) یک مینی سریال تلویزیونی آمریکایی-ایتالیایی محصول ۱۹۸۸به نویسندگی و کارگردانی استوارت کوپر است. این سریال بر اساس رمان ماریو پوزو با همین نام ساخته شده است.

## داستان
ماجرا در نیویورک در دهه‌های اول قرن بیستم می‌گذرد: شخصیت اصلی داستان لوسیا است، یک مهاجر ایتالیایی که در محله لیتل ایتالی زندگی می‌کند. لوسیا نمونه یک "مادر شجاع" است: او که دو بار بیوه شده، مجبور بوده به تنهایی پنج فرزندش را بزرگ کند و همیشه مسئولیت محافظت از آنها در برابر مشکلاتی که با آنها روبرو می‌شوند بر عهده او بوده است.

## بازیگران
- سوفیا لورن در نقش لوسیا
- ادوارد جیمز اولموس در نقش فرانک کوربو
- جان تورتورو در نقش لری
- آنا استراسبرگ در نقش فیلومنا
- یورگو وویگیس در نقش تونی
- میرجانا کارانوویچ در نقش کلارا
- آنابلا اسکیورا در نقش اکتاویا
- ران مارکت در نقش وینی
- هال هالبروک در نقش دکتر اندرو مک کی
- هارولد پروت در نقش جینو
- لیلیانا بلاگویویچ در نقش رزا
- دایان دنیلز در نقش هریت
- پپه سرنا در نقش جان کولوچی
- هلن استرلینگ در نقش خاله لوچی
- روکسان داوسون در نقش لوئیزا
- برنارد کی در نقش پوگناله
- فرانو لاسیچ در نقش دکتر لاشن
- استوارت میلیگان در نقش لیفتی فی
- شین ریمر در نقش ریلی

- مهاجر خوشبخت در بانک اطلاعات اینترنتی فیلم‌ها (IMDb)